# Санчес Флорес, Кике
Энрике (Кике) Санчес Флорес (исп. Enrique "Quique" Sánchez Flores; испанское произношение: [ˈkike ˈsantʃeθ ˈfloɾes]; 2 февраля 1965, Мадрид) — испанский футбольный тренер, ранее выступавший как футболист на позиции правого защитника.

## Биография
Энрике Санчес Флорес родился 2 февраля 1965 года в Мадриде в семье испанского футболиста Исидро Санчеса, выступавшего в 1960-х годах за «Реал Бетис» и мадридский «Реал».

### Карьера
Кике Флорес воспитанник клуба «Галактико Пегасо». Он начал свою карьеру в «Валенсии» в 1984 году. Во второй сезон пребывания Флореса в клубе «Валенсия» вылетела из Примеры чемпионата Испании в Сегунду. Лишь в 1987 году клуб с первого места вышел в высший испанский дивизион и во времена пребывания Флореса в нём более не вылетал. Однако больших успехов Флорес не добился: наивысшим достижением «Валенсии» в тот период стало 7-е место. В 1994 году Флорес перешёл в «Реал Мадрид», где он провёл два сезона и выиграл чемпионат Испании. Завершил карьеру Флорес в клубе «Сарагоса» в 1997 году.
За сборную Испании Флорес играл с 1987 по 1991 год. Он провёл за национальную команду 15 игр. Его дебют в футболке национальной команды состоялся 23 сентября 1987 года в товарищеском матче с Люксембургом в Хихоне. Флорес был участником чемпионата мира 1990, однако на поле не выходил.
Флорес начал тренерскую карьеру в молодёжном составе «Реал Мадрид», где в своё время работал Рафаэль Бенитес. После двух удачных сезонов Флорес возглавил «Хетафе», с которым занял 13-е место, выполнив задачу сохранения места в Примере. После этого он возглавил «Валенсию», где также работал Бенитес. В первый сезон с новым клубом Флорес занял 3-е место. А на следующий сезон дошёл до 1/4 финала Лиги чемпионов, где его клуб проиграл «Челси», а также занял 4-е место в чемпионате. 29 октября 2007 года, после серии неудачных матчей, совет директоров «Валенсии» принял решение уволить Флореса за неудовлетворительные результаты.
24 мая 2008 года Флорес был назначен тренером португальской «Бенфики», подписав контракт до 2010 года. Флорес проработал в «Бенфике» год и был уволен по обоюдному согласию 8 июня 2009 года, после того как клуб занял 3-е место в чемпионате страны. Увольнение произошло несмотря на то, что Флорес хотел провести в «Бенфике» весь срок контракта.
23 октября 2009 года Флорес возглавил «Атлетико Мадрид», заменив уволенного Абеля Ресино. Флорес подписал контракт до 30 июня 2010 года. Проработав в клубе 7 месяцев, Флорес привёл мадридцев к победе в Лиге Европы. 26 мая 2010 года Флорес продлил контракт с «Атлетико» на 1 год. По окончании сезона 2010/11 Кике покинул «Атлетико»; позже он сказал: «У меня есть достаточный опыт, чтобы я понял, что дальнейшая работа в „Атлетико“ для меня невозможна».
8 ноября 2011 года Санчес Флорес возглавил клуб «Аль-Ахли» (Дубай).
5 июня 2015 года Кике Флорес возглавил английский «Уотфорд». Контракт стороны подписали на год, но в конце сезона решили не продлевать сотрудничество.
Летом 2016 года стало известно, что следующим клубом Флореса станет «Эспаньол». 20 апреля 2018 был уволен из «Эспаньола».
6 октября 2021 года Флорес вновь возглавил «Хетафе», шедший на последнем месте в Примере. По итогам сезона «Хетафе» удалось сохранить место в высшем испанском дивизионе, заняв 15-ю позицию в турнирной таблице чемпионата.

## Достижения

### В качестве игрока
Валенсия
- Победитель Сегунды: 1986/87

Реал Мадрид
- Чемпион Испании: 1994/95

### В качестве тренера
Бенфика
- Обладатель Кубка португальской лиги: 2008/09

Атлетико
- Победитель Лиги Европы УЕФА: 2009/10
- Обладатель Суперкубка УЕФА: 2010
- Финалист Кубка Испании: 2009/10

Аль-Ахли
- Обладатель Кубка Президента ОАЭ: 2012/13
- Обладатель Кубка лиги ОАЭ: 2012

### Личные
- Тренер месяца английской Премьер-лиги: декабрь 2015